# 코프타
코프타는 남아시아, 중동, 동유럽, 중앙아시아 등에서 먹는 요리이다. 다진 고기나 채소 등을 둥글게 빚어 만든다.

## 이름
- 코프타(파슈토어: کوفته, 벵골어: কোফতা, 칸나다어: ಕೋಫ಼್ತಾ, 말라얄람어: കൊഫ്ത)
- 쿠프타(아랍어: كفتة, 아르메니아어: Քուֆթա, 아삼어: কোপ্তা)
- 쿠프테(페르시아어: کوفته, 쿠르드어: kufte)
- 쾨프테(튀르키예어: köfte)
- 퀴프태(아제르바이잔어: küftə)
- 키프테아(루마니아어: chiftea)
- 초프테(알바니아어: qofte)

## 어원
어원은 고전 페르시아어 "코프타(کوفته)"인데, 이는 "빻다, 부수다, 갈다, 짓이기다" 등을 뜻하는 "쿠프탄(کوفتن)"에서 파생한 말이다.

## 같이 보기
- 떡갈비
- 미트볼
- 완자
- 이즈미르 쾨프테
- 이칠리 쾨프테